# Luigi Colombo (ciclista)
Luigi Colombo (fl. XX secolo) è stato un pistard italiano.
Partecipò ai giochi della II Olimpiade di Parigi nel 1900 nella gara di velocità, dove fu eliminato in batteria.
In carriera, Colombo arrivò due volte secondo nel campionato italiano di sprint.